# Al-Khubar-massakern 2004
al-Khubar-massakern 2004 var en massaker utförd av al-Qaida i staden al-Khubar i Saudiarabien den 29 maj 2004. Totalt 22 personer dödades, bland dem den svenske kocken Magnus Johansson (50).